# Ryu Hye-young
Ryu Hye-young (* 28. März 1991 in Seoul) ist eine südkoreanische Schauspielerin. Sie wurde vor allem durch ihre Nebenrollen in dem Film My Dictator (2014) und in dem TV-Drama Eungdapara 1988 (2015–2016) bekannt. Ihre ältere Schwester Ryu Abel (Ryu Sun-young) ist ebenfalls Schauspielerin.

## Filmografie

### Filme
- 2008: High School Girls (여고생이다 Yeogosaeng-ida, Kurzfilm)
- 2009: My Old Lady (곰이 나에게 Gomi Naege, Kurzfilm)
- 2011: A Time to Love (애정만세 Aejeong Manse)
- 2012: Graduation Trip (졸업여행 Joreop Yeohaeng, Kurzfilm)
- 2012: Uri Jib-e Wae Watni? (우리집에 왜 왔니?, Kurzfilm)
- 2012: Heart Vibrator (하트바이브레이터, Kurzfilm)
- 2012: Forest (숲 Sup, Kurzfilm)
- 2013: Horror Stories 2 (무서운 이야기 2 Museoun Iyagi 2)
- 2013: The Fake (사이비 Saibi)
- 2013: INGtoogi: The Battle of Internet Trolls (잉투기)
- 2014: Mansin: Ten Thousand Spirits (만신 Mansin)
- 2014: Romance in Seoul (서울연애 Seoul Yeonae)
- 2014: Till The Break Of Day (마침내 날이 샌다 Machimnae Nari Saenda, Kurzfilm)
- 2014: Slow Video (슬로우 비디오)
- 2014: My Dictator (나의 독재자 Na-ui Dokjaeja)
- 2015: Fatal Intuiton (그놈이다 Geu Nom-ida)
- 2016: Love, Lies (해어화 Haeeohwa)

### Fernsehserien
- 2015: Spy (스파이)
- 2015: Eungdapara 1988 (응답하라 1988)
- 2021: Law School